# وست راسن
وست راسن (به انگلیسی: West Rasen) یک روستا و محله مدنی در بریتانیا است که در West Lindsey واقع شده‌است.